# Ophioglossum lusitanicum
Ophioglossum lusitanicum (ook wel 'kleinste addertong' genoemd) is een varen uit de addertongfamilie (Ophioglossaceae). De soort is wijd verspreid en komt voor in het Middellandse Zeegebied, de Canarische Eilanden, Bretagne, Guernsey en de Scilly-eilanden.
Het is de kleinste Europese addertong.

## Naamgeving enetymologie
- Frans: Ophioglosse du Portugal
- Engels: Least Adder's Tongue

De botanische naam Ophioglossum is afgeleid van het Oudgrieks ὄφις, ophis (slang) en γλώσσα, glōssa (tong), wat slaat op de slangentongachtige vorm van de sporenaar. De soortaanduiding lusitanicum betekent 'van Lusitania', de Latijnse naam voor Portugal.

## Kenmerken
Ophioglossum lusitanicum is een zeer kleine, tot enkele cm hoge overblijvende, hemikryptofiete varen. Elke plant heeft in de regel één vruchtbaar blad, bestaande uit twee delen: een onvruchtbare, bladvormige trofofoor en een gesteelde sporofoor of sporenaar. Maar er zijn ook planten die meerdere ovruchtbare bladen en een aparte sporenaar dragen. De plant is overblijvend, maar de bladen overwinteren niet, in tegenstelling tot de sporenaar. De wortel is een korte, naakte, rechtopstaande rizoom, waarop nieuwe planten ontstaan als adventieve scheuten.
De trofofoor is 0,5-3 cm lang, lichtgroen, ongesteeld, lijn- tot lijnlancetvormig, met netvormige nerven. De sporenaar is tot 1,5 cm lang, eveneens ongedeeld, lijnlancetvormig, met een succulente steel en drie tot elf segmenten met sporenhoopjes in twee rijen gescheiden door een diepe gleuf, eveneens met een spitse top. De segmentjes breken in het midden open om de sporen vrij te laten.
De sporenaren verschijnen van november tot maart. De sporen moeten in aanraking komen met een schimmel van het geslacht Glomus, waarmee ze een mycorrhiza vormen, om te kunnen ontkiemen.

## Habitat
Ophioglossum lusitanicum komt voor op veen- of op vochtige zandige bodems, in mosvegetatie op kliffen bij zee.

## Voorkomen
Ophioglossum lusitanicum heeft een groot verspreidingsgebied. De plant komt voor in het Middellands Zeegebied, voornamelijk Spanje, Portugal, Zuid-Frankrijk, Turkije en het Midden-Oosten, de Canarische Eilanden, Australië en Zuid-Amerika.
Daarnaast zijn er ook enkele vindplaatsen in Bretagne, op het kanaaleiland Guernsey en op de Scilly-eilanden voor Cornwall.

## Verwante en gelijkende soorten
Ophioglossum lusitanicum heeft in Europa drie nauwe verwanten, de gewone addertong (Ophioglossum vulgatum), de azorenaddertong (Ophioglossum azoricum) en O. polyphyllum.
Ophioglossum lusitanicum kan van de andere onderscheiden worden door zijn beperkte grootte (tot 3 cm) en de smalle steriele bladen.
... · O. azoricum (Azorenaddertong) · O. lusitanicum (Kleinste addertong) · O. polyphyllum · O. vulgatum (Gewone addertong) · ...